# Óscar Arizaga
Óscar Gilberto Arizaga Guzmán (20 août 1957 – 26 juin 2023) est un footballeur international péruvien qui évoluait au poste de défenseur.

## Biographie

### Carrière en club
Arizaga évolue avec l'Atlético Chalaco de 1978 à 1982. Il dispute cinq matchs en Copa Libertadores avec cette équipe. Il termine sa carrière en 1984 au sein du Deportivo Municipal.

### Carrière en équipe nationale
International péruvien, Óscar Arizaga dispute un match, sans inscrire de but, en 1980. Il figure dans le groupe des sélectionnés lors de la Coupe du monde de 1982 en Espagne mais ne joue aucun match durant le Mondial espagnol.

## Palmarès
Atlético Chalaco
- Championnat du Pérou :
  - Vice-champion : 1979.